# Forordning om troldfolk og deres medvidere
Forordning om troldfolk og deres medvidere, även känd som Trolddomsforordningen, 12. oktober 1617, var en historisk dansk lag om lagförandet av häxeri. 
Lagen infördes av Kristian IV av Danmark med anledning av Lutherdomens hundraårsjubileum 1617, vilken sågs som en anledning att skärpa den religiösa renlevnaden i samhället. Den innebar att förföljandet och lagförandet av häxor och trolldom underlättades betydligt. Häxprocesser hade förekommit i Danmark sedan 1530-talet, och de hade sedan sakta stigit i antal, men dödsdomar hade hämmats av en paragraf från 1576, som nu avskaffades. 1617 års lag åtföljdes av kungens rekommendation till lokala ämbetsmän att aktivt använda sig av lagen för att utrota all trolldom i sina distrikt, vilket innebar att införandet av lagen orsakade en våg av häxprocesser i Danmark. 
Dokumentationen av de danska häxprocesserna är främst bevarade från Jylland, där man tydligt kan utläsa att sextio procent av alla häxprocesser som ägde rum i landsändan skedde efter införandet av 1617 års lag och under åtta år framåt, för att efter 1625 återgå till tidigare nivå och nästan helt upphöra efter 1652. 